# Topwell-Apotheken
Die Topwell Apotheken AG war ein schweizerisches Unternehmen mit Sitz in Winterthur, das Apotheken und Reformhäuser betrieb. 2018 wurde das Unternehmen von der Migros-Tochter Medbase übernommen.

## Geschichte
Die Topwell Apotheken AG ging 2005 aus den Genossenschafts-Apotheken hervor, die erste dieser Art wurde 1909 an der Stadthausstrasse in Winterthur gegründet. Vor allem in den Städten Winterthur und Zürich breiteten sich die Genossenschaftsapotheken in zwei separaten Genossenschaften in der Folge stetig aus.
Die Genossenschaftsapotheken hatten bis in die 1970er-Jahre mit einer harten Konkurrenz der Privatapotheken zu kämpfen und so kam es auch immer wieder zu Boykotten und Hetzen seitens des Syndikats der Privatapotheken. So wurde selbst die Ersteinrichtung der ersten Winterthurer Apotheke vom Lieferant her noch im Bahnhof Winterthur zurückgezogen, nachdem dieser eine Boykottandrohung erhielt. Auch das Apothekengesetz des Kantons Zürich spielte gegen die Genossenschaftsapotheken, darin war unter anderem bestimmt, dass Besitzer und der Verwalter einer Apotheke derselbe sein musste, was bei einer Genossenschaft nicht möglich war. Die Konzession konnte daher nur mit spezieller Einwilligung des Zürcher Regierungsrat geholt und erneuert werden. Dies wurde zu einem grossen Unsicherheitsfaktor, so wurde der ersten Genossenschaftsapotheke überhaupt am 4. November 1937 die Erneuerung der Konzession mit Berufung auf ebendieses Apothekengesetz von 1854 verweigert. Die Situation wurde mithilfe einer Volksinitiative gelöst, die 1942 mit 64,3 % Ja-Anteil angenommen wurde und das betreffende Medizinalgesetz abänderte.
Im Jahr 2005 erfolgte schliesslich aus dem Zusammenschluss der Genossenschaftsapotheken Winterthur und Zürich die Gründung der Topwell Apotheken AG.
Ende April 2019 wurde die Übernahme der Topwell Apotheken durch die Migros-Tochter Medbase von der WEKO genehmigt. Zuletzt betrieben das Unternehmen Apotheken an 40 verschiedenen Standorte und beschäftigte 600 Mitarbeitende.

### Egli Reformhäuser
Die Egli-Reformhäuser wurden 1899 mit der Eröffnung des ersten Reformhauses der Schweiz in Zürich durch Amalia Egli gegründet und hatte ihren Ursprung in der Lebensreformbewegung. 1991 wurde die Egli AG (spätere Egli Reform AG) von den Genossenschaftsapotheken Zürich übernommen. Es existierten in der ganzen Deutschschweiz sieben Egli-Reformhäuser, die sich inzwischen zu Biofachgeschäftern gewandelt haben. Unterdessen wurde Egli an die Müller Reformhaus Vital Shop AG, welche zu 40 % der Migros gehört, verkauft und im Januar 2023 wegen Insolvenz geschlossen.